# Aulacoderus janeae
Aulacoderus janeae es una especie de coleóptero de la familia Anthicidae.

## Distribución geográfica
Habita en Transvaal en (Sudáfrica).